# Night (John Abercrombie)
Night is een studioalbum van John Abercrombie, die met dit album terugkeerde naar de musici die hem hielpen bij zijn eerste soloalbum. Het album werd opgenomen in de geluidsstudio Power Station in New York en werd afgemixt in de Rainbow Studio in Oslo. Geluidstechnicus Jan Erik Kongshaug zat achter de knoppen.

## Musici
- John Abercrombie – gitaar
- Jan Hammer – toetsinstrumenten
- Jack DeJohnette – slagwerk met
- Michael Brecker – tenorsaxofoon

## Muziek
| Nr. | Titel                        | Duur |
| --- | ---------------------------- | ---- |
| 1.  | Etherreggae (Hammer)         | 8:23 |
| 2.  | Night (Abercrombie)          | 4:56 |
| 3.  | 3 East (Abercrombie)         | 4:27 |
| 4.  | Look around (Abercrombie)    | 8:55 |
| 5.  | Believe you me (Abercrombie) | 7:36 |
| 6.  | Four on one (Abercrombie)    | 6:42 |